# Рівень повноти безпеки
Рі́вень повноти́ безпе́ки або Safety Integrity Level або SIL (скорочення від англ. Safety Integrity Level — рівень повноти безпеки) — рівень забезпечення цілісності безпеки, який є мірою безпеки при роботі електричного, електронного обладнання, а також, програмованих електронних систем.
Рівень повноти безпеки є дискретним (набуває одного з чотирьох можливих значень) та визначає вимоги до повноти безпеки для функцій безпеки, що ставиться у відповідність Е / Е / РЕ (від англ. electrical / electronic / programmable electronic — електричний / електронний /програмований електронний) системам що пов'язані з безпекою. Рівень 4 повноти безпеки характеризує найбільшу повноту безпеки, рівень 1 відповідає найменшій повноті безпеки.
Рівень SIL визначається наробітком до настання несправності/помилки та визначається і характеризується стандартом IEC 61508-1.
Встановлено два види груп рівнів повноти безпеки: для роботи по запитах та для неперервної роботи.
Стандарт IEC 61508-1 (російський аналог ГОСТ Р МЭК 61508-1-2007) визначає наступні рівні SIL:
Таблиця 1 — Планові величини відмов відповідно до рівня безпеки при роботі у режимі малої інтенсивності запитів
| Рівень SIL | Середня імовірність відмови виконання функції на запит |
| ---------- | ------------------------------------------------------ |
| 4          | ≥10−5<10−4                                             |
| 3          | ≥10−4<10−3                                             |
| 2          | ≥10−3<10−2                                             |
| 1          | ≥10−2<10−1                                             |

Таблиця 2 — Планові величини відмов для рівня безпеки при роботі у режимі високої інтенсивності запитів або у режимі безперервних запитів
| Рівень SIL | Імовірність небезпечних відмов на годину |
| ---------- | ---------------------------------------- |
| 4          | ≥10−9<10−8                               |
| 3          | ≥10−8<10−7                               |
| 2          | ≥10−7<10−6                               |
| 1          | ≥10−6<10−5                               |

Ці рівні вибираються в залежності від тяжкості наслідків, які можуть наступити при неправильному функціонуванні системи.
Рівні повноти безпеки визначають величину допустимого ризику для системи. Вони є мірою ймовірності того, що система буде правильно виконувати свої функції, що впливають на безпеку. Чим вищий рівень повноти безпеки системи, тим менша імовірність її відмови під час виконання функцій безпеки.
Стандарт IEC 61508-5 або його аналог ГОСТ Р МЭК 61508-5 — 2007
встановлює два способи розрахунку рівня ризику: кількісний та якісний.
Оскільки ризик визначається як добуток імовірності виникнення небезпечної ситуації на тяжкість (вартість) наслідків, першою стадією в оцінці ризику є визначення ймовірності виникнення небезпеки. Кількісний метод розрахунку імовірності ґрунтується на аналізі частоти відмов системи.
Кількісний метод, описаний вище, не може бути застосований у випадках, коли ризик (або його частотна складова) не може бути охарактеризованим кількісно. У цьому випадку застосовується метод матриці важкості небезпечних подій (метод графу ризиків), що дозволяє визначити рівень повноти безпеки Е / Е / РЕ системи на основі знання факторів ризику, пов'язаних з керованим обладнанням та системою керування ним.
Рівні SIL використовуються при проектуванні обладнання, що повинно відповідати заданим вимогам функційної безпеки. Норми що знаходять застосування у різних галузях (керування рухом залізничного транспорту, керування виробничими процесами) вказують де і який рівень повинен бути прийнятий, наприклад системи керування рухом на залізниці (EN50129) повинні виконувати норматив SIL 4.